# Hampton Morris
Hampton Miller Morris, född 17 februari 2004, är en amerikansk tyngdlyftare. Han tog guld i 61 kg-klassen vid Panamerikanska mästerskapen i tyngdlyftning 2021 som hölls i Guayaquil i Ecuador.

## Karriär
Morris tog silver i 61 kg-klassen vid Panamerikanska spelen för juniorer 2021 som hölls i Colombia. Under öppningsceremonin var han även en av fanbärarna för USA. Morris tog guld i 61 kg-klassen vid juniorvärldsmästerskapen i tyngdlyftning 2022 som hölls i Heraklion i Grekland.
Vid olympiska sommarspelen 2024 i Paris tog Morris brons i 61 kg-klassen efter att ha lyft totalt 298 kg.

## Tävlingar
| År                          | Ort                    | Viktklass              | Ryck (kg)              | Ryck (kg)              | Ryck (kg)              | Ryck (kg)              | Stöt (kg)              | Stöt (kg)              | Stöt (kg)              | Stöt (kg)              | Totalt                 | Placering              |
| År                          | Ort                    | Viktklass              | 1                      | 2                      | 3                      | Placering              | 1                      | 2                      | 3                      | Placering              | Totalt                 | Placering              |
| Olympiska sommarspelen      | Olympiska sommarspelen | Olympiska sommarspelen | Olympiska sommarspelen | Olympiska sommarspelen | Olympiska sommarspelen | Olympiska sommarspelen | Olympiska sommarspelen | Olympiska sommarspelen | Olympiska sommarspelen | Olympiska sommarspelen | Olympiska sommarspelen | Olympiska sommarspelen |
| --------------------------- | ---------------------- | ---------------------- | ---------------------- | ---------------------- | ---------------------- | ---------------------- | ---------------------- | ---------------------- | ---------------------- | ---------------------- | ---------------------- | ---------------------- |
| 2024                        | Paris, Frankrike       | 61 kg                  | 122                    | 125                    | 126                    | —                      | 168                    | 172                    | 178                    | —                      | 298                    | 3                      |
| Världsmästerskapen          |                        |                        |                        |                        |                        |                        |                        |                        |                        |                        |                        |                        |
| 2022                        | Bogotá, Colombia       | 61 kg                  | 118                    | 118                    | 124                    | 16                     | 157                    | 163                    | 164                    | 9                      | 275                    | 15                     |
| 2023                        | Riyadh, Saudiarabien   | 61 kg                  | 123                    | 123                    | 123                    | —                      | 163                    | 168                    | 168                    | 1                      | —                      | —                      |
| Panamerikanska mästerskapen |                        |                        |                        |                        |                        |                        |                        |                        |                        |                        |                        |                        |
| 2021                        | Guayaquil, Ecuador     | 61 kg                  | 112                    | 116                    | 117                    | 3                      | 148                    | 151                    | 157                    | 1                      | 268                    | 1                      |
| 2022                        | Bogotá, Colombia       | 61 kg                  | 117                    | 117                    | 122                    | 5                      | 153                    | 158                    | 162                    | 1                      | 279                    | 1                      |
| 2023                        | Bariloche, Argentina   | 61 kg                  | 120                    | 123                    | 126                    | 1                      | 158                    | 158                    | 164                    | 1                      | 281                    | 1                      |
| 2025                        | Cali, Colombia         | 65 kg                  | 127                    | 132                    | 137                    | 1                      | 177                    | 181 0VR0               | 186                    | 1                      | 318 0AR0               | 1                      |